# Valentine Sabatou
Pour les articles homonymes, voir Sabatou.
Valentine Sabatou, née le 8 septembre 1996 à Mont-de-Marsan, est une gymnaste artistique française.
Elle est médaillée d'argent au sol et par équipe et médaillée de bronze au concours général aux Jeux méditerranéens de 2013 à Mersin ; elle est championne de France du concours général de gymnastique artistique en 2013.
Elle met un terme à sa carrière en 2015 à l'âge de 19 ans, à la suite de multiples blessures.